# Eddy Steinblock
Edwin „Eddy“ Steinblock, genannt The Big German (* 16. Dezember 1955 in Bremen; † 8. November 2017), war ein deutscher Wrestler und Schauspieler.

## Biografie
Steinblock begann 1982 eine Karriere als Wrestler (Catcher) unter dem Namen „The Big German“ in der heute nicht mehr existierenden deutschen Wrestling-Liga CWA (Catch Wrestling Association). Er trat bis zuletzt noch unter diesem Namen in verschiedenen Wrestling-Ligen wie NWA, EPF und EPW auf. Vielen war er vor allem aus der deutschen Filmkomödie Voll normaaal als Zuhälter Jupp bekannt. Er spielte 1985 auch im Film André schafft sie alle mit, worin er als Darsteller Robbie neben Franco Nero (Django) und Ingrid Steeger zu sehen war. Er war zudem Gast in diversen Talkshows.
In der Komödie Die Superbullen von 2011, wofür Tom Gerhardt das Drehbuch mitverfasste, hatte Eddy Steinblock nach über 16 Jahren erneut einen Auftritt als Proll Jupp, worin er in einigen Szenen mit Tommie und Mario erneut aneinandergeriet.
Zuletzt (2011) wohnte er in Wilstedt im Landkreis Rotenburg (Wümme).
In der Sendung vom 17. September 2011 war Eddy Steinblock in der Comedy-Fernsehserie Kaya Yanar & Paul Panzer – Stars bei der Arbeit in einem längeren Beitrag zu sehen. Darin besuchte Paul Panzer eine Wrestling-Veranstaltung und traf dort auf Eddy mit einigen anderen Wrestlingkollegen, um in mehreren Sequenzen wie z. B. in der Umkleidekabine, im Ring oder wie auf einer gespielten Pressekonferenz rumzublödeln und Späße zu machen.
Zwei Tage bevor er nach 30 Jahren ein letztes Mal gegen den amerikanischen Wrestler David William „Gangrel“ Heath in den Ring steigen wollte, starb Eddy Steinblock aus unbekannten Gründen.

## Filmografie
- 1985: André schafft sie alle
- 1994: Voll normaaal
- 2000: Anke (Fernsehserie)
- 2008: Bully sucht die starken Männer (Casting-Show/Fernsehserie)
- 2008: Grünschnäbel: Träume leben weiter (Dokumentarfilm)
- 2011: Die Superbullen
- 2011: Kaya Yanar & Paul Panzer – Stars bei der Arbeit (Comedy-Show/Fernsehserie)